# Radu Enescu
Radu Enescu (n. 12 iulie 1925, Satu Mare – d. 22 iulie 1994, Oradea) a fost un eseist și critic literar român, redactor șef adjunct al revistei Familia în perioada 1966-1987.

## Biografie
S-a născut la Satu Mare în familia directorului de bancă Gheorghe Enescu și al soției sale, Ileana (n. Steiger). A urmat studii la Școala Primară Evanghelică din Brașov, apoi la Liceul „Andrei Șaguna” din Brașov (promovând examenul de bacalaureat în 1944) și în final la Facultatea de Litere și Filosofie, specialitatea filosofie, a Universității din Cluj (1944-1948).
După absolvirea facultății a lucrat ca bibliotecar la Universitatea din Cluj (1949-1951), profesor de educație fizică la Cluj (1952-1955), apoi redactor la revistele Tribuna (1957-1965), Steaua (1965) și Familia (din 1966). A debutat publicistic în Revista Cercului Literar din Sibiu (1945), apoi a publicat eseuri și articole de critică literară în paginile revistelor Tribuna, Steaua, Familia, Secolul 20, România literară, Cahiers roumains d’études littéraires, Luceafărul, Scrisul bănățean, Libertatea din Panciova (Iugoslavia) etc.
Volumul său de debut, monografia Franz Kafka, a fost distins cu Premiul revistei Secolul 20 (1968). A publicat apoi două volume de eseuri critice: Critică și valoare (1973) și Ab urbe condita (1985), plus volumul Între două oceane (1986), în care a prezentat impresiile unei călătorii în Statele Unite ale Americii, pe care a efectuat-o în 1978. A fost distins cu Premiul Asociației Scriitorilor din Cluj (1978).

## Opere
- Franz Kafka, monografie, Editura pentru Literatură Universală, București, 1968
- Critică și valoare, eseuri, Cluj, 1973
- Ab urbe condita. Eseuri despre valoarea omului și umanismul valorilor, eseuri, Timișoara, 1985
- Între două oceane, București, 1986